# حسن إبراهيم (ممثل أردني)
حسن إبراهيم سمرين (1943- 9 يونيو 1998) ممثل أردني من مواليد قرية القباب الفلسطينية. اشتهر من خلال تقديم دور مرزوق بمسلسل (حارة أبو عواد) ثم مسلسل (الشريكان) مع الممثل الكوميدي (موسى حجازين)، وقدم دور الشيخ عفاش بمسلسل العلم نور، والعديد من المسلسلات البدوية التي ذاع صيتها في الخليج العربي. 

## أعماله
- عروة بن الورد (1978)
- حارة أبو عواد (1981)
- الغريبة (1981)
- جلوة راكان (1983)
- مدرسة العلم نور (1984)
- الشريكان (1984)
- المناهل (1987)
- يوميات مرزوق (1996)
- الدرب الطويل (1998)
- النار والهشيم

## وفاته
توفي يوم الثلاثاء الموافق 9 يونيو 1998 إثر تعرضه لنوبة قلبية عن عمر ناهز 55 عامًا.

## روابط خارجية
- حسن إبراهيم على موقع قاعدة بيانات الأفلام العربية